# Saška
Saška (nemško Freistaat Sachsen [ˈfʁaɪʃtaːt ˈzaksən]; gornjelužiškosrbsko Swobodny stat Sakska) je nemška zvezna dežela na jugovzhodu države, ki je po površini za okoli 2000 km² manjša od Slovenije, a z dobrimi štirimi milijoni prebivalcev šesta najštevilčnejša nemška zvezna dežela. Saška je tudi zgodovinska oziroma geografska regija, ki je širša od zvezne dežele. Ime Saške se namreč pojavlja tudi v zveznih deželah Saška - Anhalt in Spodnja Saška. 
Glavno mesto Saške je Dresden, največje mesto pa je Leipzig. Tretje po velikosti je Chemnitz,  četrto Zwickau (gornjelužiško Šwikawa, češ. Cvikov/Zvíkov), druga večja mesta so še Plauen (gornjelužiško Pławno; češko: Plavno), Bautzen/Budyšin (neuradno glavno mesto Zgornjih Lužiških Srbov), Pirna, Freiberg, Görlitz, Kamenz, Meissen, Hoyerswerda, Zittau, Grimma, Döbeln,  Annaberg-Buchholz, Aue-Bad Schlema, Riesa, Torgau (včasih je spadal v deželo Saška - Anhalt, ob razpustitvi dežel oziroma upravni reformi v Nemški demokratični republiki leta 1952 je bilo mesto Torgau priključeno okrožju Leipzig in je bilo tudi po združitvi Nemčije leta 1990 vključeno v obnovljeno deželo Saško).